# وایبرنوم (میزوری)
وایبرنوم (به انگلیسی: Viburnum) یک شهر در ایالات متحده آمریکا است که در شهرستان آیرون، میزوری واقع شده‌است. وایبرنوم ۴٫۴۸ کیلومتر مربع مساحت و ۶۹۳ نفر جمعیت دارد و ۳۸۷ متر بالاتر از سطح دریا قرار دارد.